# Denís Kudriávtsev
Denís Kudriávtsev (Cheliábinsk, Rusia, 13 de abril de 1992) es un atleta ruso, especialista en la prueba de 400 m vallas, con la que ha logrado ser subcampeón mundial en 2015.

## Carrera deportiva
En el Campeonato Europeo de Atletismo de Zúrich 2014 ganó la medalla de bronce en los 400 m vallas, con un tiempo de 49.16 segundos, llegando a meta tras el suizo Kariem Hussein y el estonio Rasmus Mägi (plata con 49.06 s).
Al año siguiente, en el Mundial de Pekín 2015 gana la medalla de plata en 400 m vallas, quedando por detrás del keniano Nicholas Bett y por delante del bahameño Jeffery Gibson.